# Lithophane semibrunnea
Lithophane semibrunnea – gatunek motyla z rodziny sówkowatych. Zamieszkuje zachodnią część krainy palearktycznej. W Europie Środkowej jest bardzo rzadki. Gąsienice żerują na drzewach liściastych, najchętniej na jesionie wyniosłym.

## Taksonomia
Gatunek ten opisany został po raz pierwszy w 1809 roku przez Adriana H. Hawortha pod nazwą Noctua semibrunnea. Zalicza się do niego dwa podgatunki:
- Lithophane (Lithophane) semibrunnea semibrunnea (Haworth, 1809)
- Lithophane (Lithophane) semibrunnea wiltshirei Boursin, 1962

## Morfologia

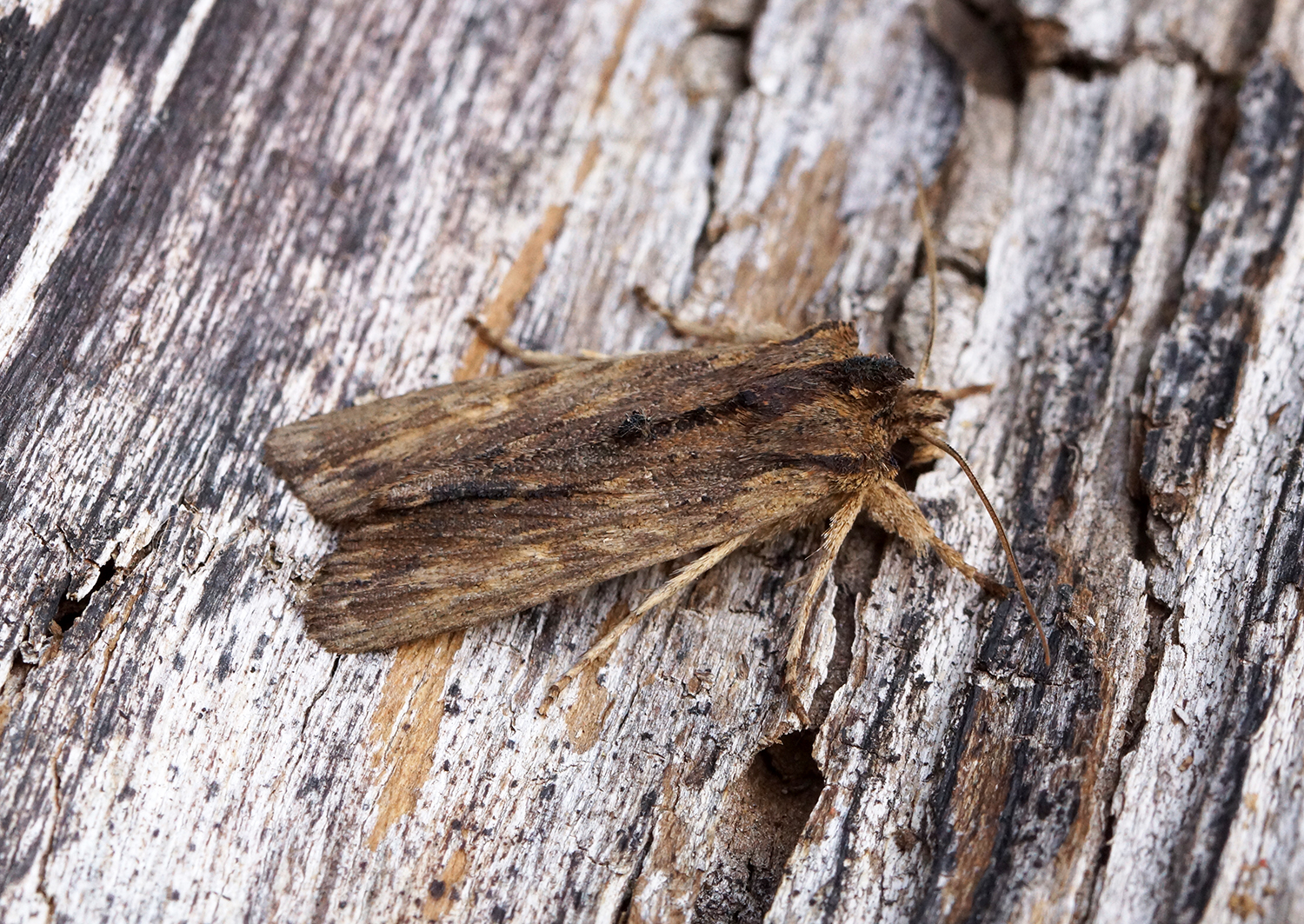
Imago w spoczynku

Motyl ten osiąga od 37 do 44 mm rozpiętości skrzydeł. Ma stosunkowo dużą głowę z dobrze wykształconą ssawką, dużymi oczami złożonymi i dość szerokim czołem porośniętym włosowatymi łuskami. Wierzch tułowia porastają włosowate i łopatowate łuski, spiętrzające się pośrodku w podłużny czub o wierzchołku czarnym z metalicznym połyskiem barwy zielonej lub niebieskiej. Skrzydło przednie jest długie i wąskie, długości od 17 do 20 mm. Tło jego jest rdzawobrunatne a wzór na nim brunatnoczarny. Poniżej drugiej gałęzi żyłki kubitalnej występuje ciemna pręga, przedzielona pośrodku jaśniejszą przepaską poprzeczną. Żyłki są zaznaczone czarnymi łuskami. Przepaska zewnętrzna zaznaczona jest przez pary czarnych kropek na żyłkach i białawy półksiężyc na zagięciu skrzydła. Stosunkowo duże skrzydło tylne ma zaokrąglony zarys i zabarwienie szarawobrązowe z ciemniejszą częścią terminalną. Odwłok wyraźnie zwęża się ku tyłowi i ma kilka kępek łusek na stronie wierzchniej.

## Ekologia i występowanie
Owad ten zasiedla lasy, polany, liściaste zarośla i parki. Preferuje lasy nadrzeczne oraz drzewostany ciepłe i widne. Owady dorosłe pojawiają się w sierpniu lub wrześniu. Są stadium zimującym. Wybudzają się wczesną wiosną i przeżywają do maja. Żerowanie gąsienic odbywa się od kwietnia lub maja do czerwca, lipca lub sierpnia. Są fitofagami, żerującymi przede wszystkim na jesionie wyniosłym, ale także na czeremsze zwyczajnej, dębach, śliwie tarninie i wiśni karłowatej.
Gatunek palearktyczny. W Europie znany jest z Hiszpanii, Andory, Wielkiej Brytanii, Francji, Belgii, Luksemburgu, Holandii, Niemiec, Szwajcarii, Liechtensteinu, Austrii, Włoch, Danii, Szwecji, Finlandii Polski, Czech, Słowacji, Węgier, Białorusi, Ukrainy, Rumunii, Mołdawii, Bułgarii, Słowenii, Chorwacji, Bośni i Hercegowiny, Serbii, Czarnogóry, Macedonii Północnej i Grecji. Poza tym występuje w zachodniej części Azji i północno-zachodniej części Afryki.
Motyl ten jest zagrożony wyginięciem wskutek utraty siedlisk w postaci wilgotnych lasów nadrzecznych z dużą ilością jesionów. W krajach Europy Środkowej obserwowany jest sporadycznie. W Polsce jest już gatunkiem bardzo rzadkim. Wykazywany był z północno-zachodniej części tego kraju w I połowie XX wieku, natomiast jedyne doniesienia z XXI wieku pochodzą z Pobrzeża Koszalińskiego. Z południa Polski podawany był błędnie. Na „Czerwonej liście gatunków zagrożonych Republiki Czeskiej” umieszczony został ze statusem bliskiego zagrożenia wymarciem (NT).